# Poltys grayi
Poltys grayi là một loài nhện trong họ Araneidae.
Loài này thuộc chi Poltys. Poltys grayi được miêu tả năm 2006 bởi Smith.